# بحر غزل
بحر غزل (عربی: منطقة بحر الغزال، فرانسوی: Région du Barh El Gazel) یکی از ۲۳ منطقه چاد است و پایتخت آن شهر موسورو است. این منطقه در سال ۲۰۰۸ از اداره سابق بحرالغزل منطقه کانم ایجاد شد. بخش بحر غزل ۲۶۰٬۸۶۵ نفر جمعیت دارد.

## جغرافیا
این منطقه از شمال با منطقه بورکو، از شرق با منطقه بطحه، از جنوب با منطقه حجر لمیس و از غرب با منطقه کانم همسایه است. این منطقه عمدتاً علفزار است و در شمال به صحرای بزرگ آفریقا متصل می شود.
موسورو پایتخت منطقه است و دیگر سکونتگاه های اصلی عبارت از چادرا، دورگولانگا، میشمیره و سالل هستند.

## جمعیت شناسی
بر اساس سرشماری سال ۱۳۸۸، جمعیت منطقه ۲۶۰۸۶۵ نفر بوده که ۴۶.۳ درصد آن زن است. متوسط اندازه خانوار تا سال ۱۳۸۸ عبارت از ۵.۹ است (۵.۹ در خانوارهای روستایی و ۵.۸ در مناطق شهری). تعداد کل خانوارها ۴۳۴۷۸ خانوار بوده است که ۳۸۱۶۰ خانوار در مناطق روستایی و ۵۳۱۸ خانوار در مناطق شهری بوده است. تعداد عشایر منطقه ۱۲۶۸۵۵ نفر معادل ۳۲.۷ درصد جمعیت بود. ۲۵۷۸۰۴ نفر در خانه‌های خصوصی ساکن بودند. ۱۱۱۲۷۸ نفر بالای ۱۸ سال داشتند که شامل ۵۶۴۰۷ مرد و ۵۴۸۷۱ زن می باشد. گروه های اصلی قومی زبانی دازاگا توبو و کانمبو هستند.

این منطقه بخش عمده‌ای از کشاورزی کل کشور است که پنبه و بادام زمینی، دو محصول اصلی کشور را تولید می‌کند. در این منطقه انواع محصولات محلی مانند برنج کشت می‌شود.